# Yodel It!
Yodel It! песма је румунских певача Илинке и Алекса Флорее са којом ће представљати Румунију на Песми Евровизије 2017. у Кијеву.